# Lista de aquedutos

## Brasil
- Aqueduto da Carioca - Rio de Janeiro
- Aqueduto de Candelária - Candelária, no Rio Grande do Sul
- Aqueduto do Rio Grande - Localizado na Sede do Parque Estadual da Pedra Branca - Pau da Fome - Taquara, Rio de Janeiro. Construído no final do século XIX e início do século XX. Finalidade de abastecer a população residente no entorno do Maciço da Pedra Branca, na baixada de Jacarepaguá.
- Aqueduto do Rio Cabeça - Localizado no final da rua Diamantina, no bairro Jardim Botânico, Rio de Janeiro. Construído em alvenaria por Martim de Sá, no início do séc. XVII.

## Espanha
- Aqueduto de los Milagros - Mérida
- Aqueduto de San Lázaro - Mérida
- Aqueduto de Segóvia - Segóvia
- Aqueduto de Terragona - Terragona

## França
- Aqueduto de Nîmes - Nîmes
- Aqueduto de Gorze à Metz - Metz

## Grécia
- Aqueduto de Eupalinos - Ilha de Samos

## Itália
- Aqueduto de Água Ápia - Roma
- Aqueduto de Água Cláudia - Roma

## Portugal
- Aqueduto da Água de Prata - Évora
- Aqueduto das Águas Livres - Lisboa
- Aqueduto da Amoreira - Elvas
- Aqueduto da Fonte dos Canos - Torres Vedras
- Aqueduto de Óbidos - Óbidos
- Aqueduto de Setúbal - Setúbal
- Aqueduto de São Sebastião - Coimbra
- Aqueduto de Santa Clara - Vila do Conde
- Aqueduto do mosteiro de São Cristóvão - São Cristóvão de Lafões
- Aqueduto dos Pegões - Tomar
- Aqueduto no Cabo Espichel - Freguesia do Castelo (Sesimbra) - Concelho de Sesimbra - Distrito de Setúbal
- Aqueduto de Arruda dos Vinhos - Arruda dos Vinhos
- Aqueduto do Vilarinho - Miranda do Douro
- Aqueduto de Serpa
- Aqueduto do Louriçal - Pombal
- Aqueduto de Santo Antão do Tojal